# Legea Beer-Lambert
Legea Beer-Lambert sau legea Lambert-Beer (sau simplu legea Beer) este o ecuație care indică relația dintre absorbția luminii și proprietățile unui material traversat de lumină. Legea este utilizată frecvent în analiza chimică.

## Expresie matematică
Una dintre cele mai comune și practice expresii ale legii Beer-Lambert face referire la relația dintre absorbtivitatea unui material care conține o singură specie (aflată în concentrație uniformă) și lungimea parcursă de fascicolul de lumină prin probă. Expresia matematică este:
{\displaystyle A=\varepsilon c\ell }
Unde:
- {\displaystyle A} este absorbanța
- {\displaystyle \varepsilon } este absorbtivitatea speciei (coeficientul de extincție molară)
- {\displaystyle c} este concentrația speciei
- {\displaystyle \ell } este lungimea parcursă de lumină în cm